# NGC 2887
NGC 2887 је елиптична галаксија у сазвежђу Прамац која се налази на NGC листи објеката дубоког неба.
Деклинација објекта је - 63° 48' 44" а ректасцензија 9h 23m 24,3s. Привидна величина (магнитуда) објекта NGC 2887 износи 11,7 а фотографска магнитуда 12,7. Налази се на удаљености од 34,956 милиона парсека од Сунца. NGC 2887 је још познат и под ознакама ESO 91-9, AM 0922-633, PGC 26592.